# エルネスト・デ・ラ・カルコヴァ
エルネスト・デ・ラ・カルコヴァ（Ernesto de la Cárcova y Arrotea、1866年3月3日 – 1927年12月28日）はアルゼンチンの画家である。

## 略歴
ブエノスアイレスの名家に生まれた。早くから絵の修業を始め、地元の美術振興協会(Sociedad Estímulo de Bellas Artes)で学んだ後、ヨーロッパに渡り、パリやローマで修業し、トリノの美術学校(Accademia Albertina)でジャコモ・グロッソ(Giacomo Grosso)に学んだ。トリノの展覧会に出展し、評価された。
27歳になった1893年にアルゼンチンに帰国し、代表作のひとつになった「パンも仕事もない(Sin pan y sin trabajo)」を制作し1894年の展覧会に出展し、この作品は1906年にアルゼンチン国立美術館の館長のエドゥアルド・スキアフィーノに買い上げられ、国立美術館に収蔵されている。
1894年から自らが学んだ美術振興協会の教授を務め、美術教育のための多くの役職やアルゼンチンの展覧会の審査員も務めた。
教授を務めていた美術振興協会などが母体となって創立された国立美術アカデミー(Academia Nacional de Bellas Artes)の初代校長になった、副校長にのエドゥアルド・シボリ(Eduardo Sívori:1847-1918)に校長を職を1910年に譲るまで校長を務めた。

## 作品

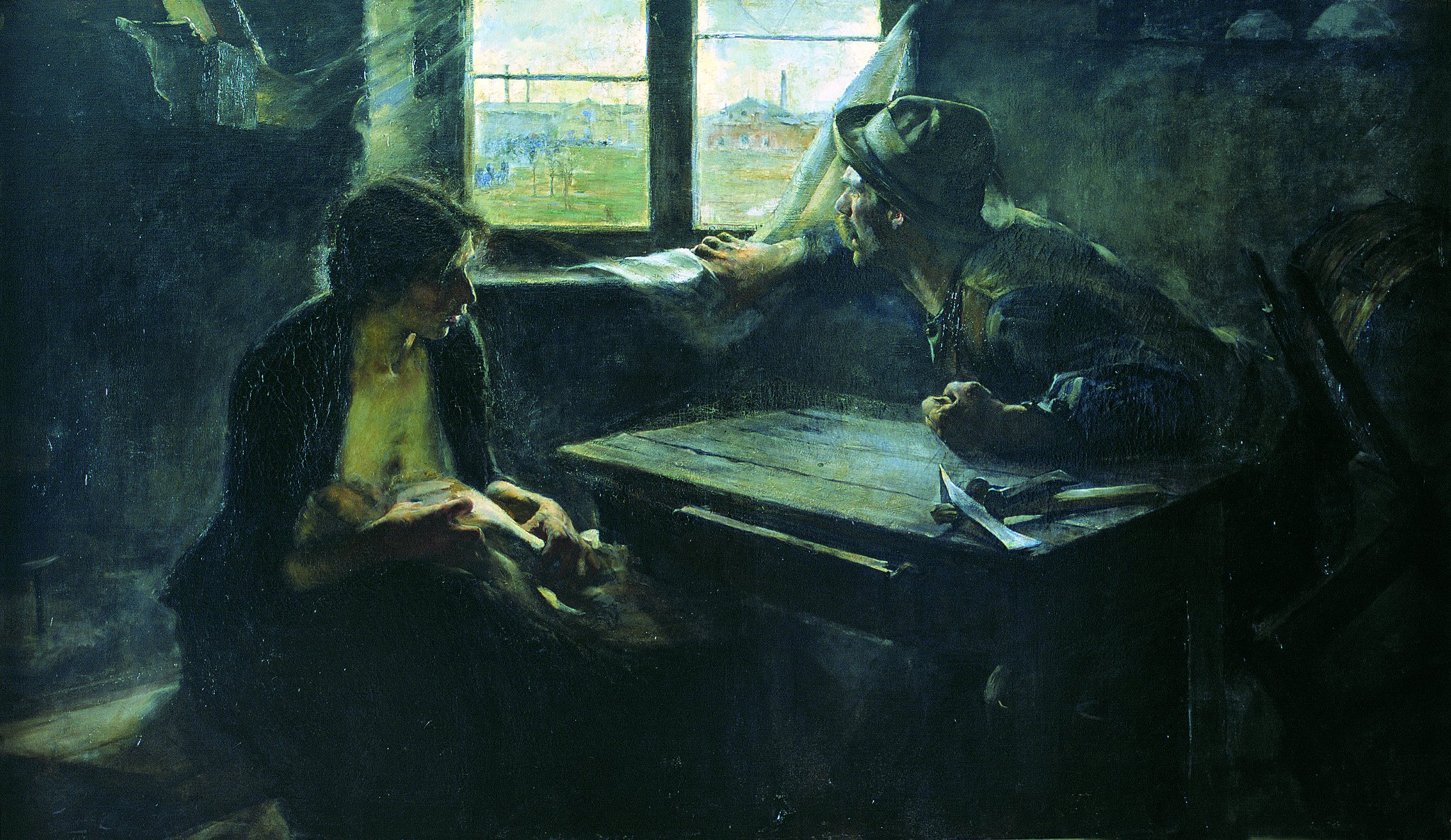
「パンも仕事もない(Sin pan y sin trabajo)」(1894)
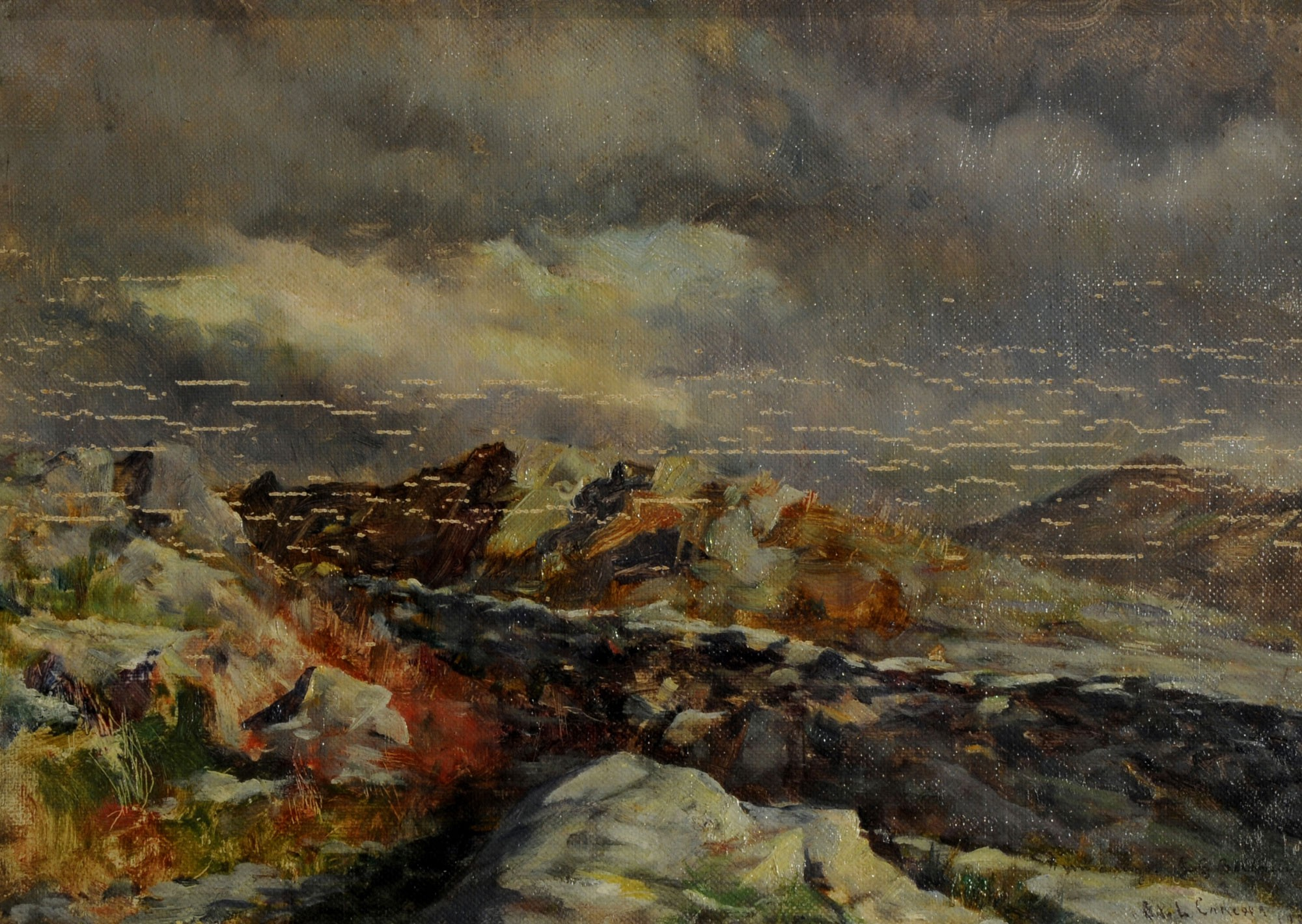
風景(1902)
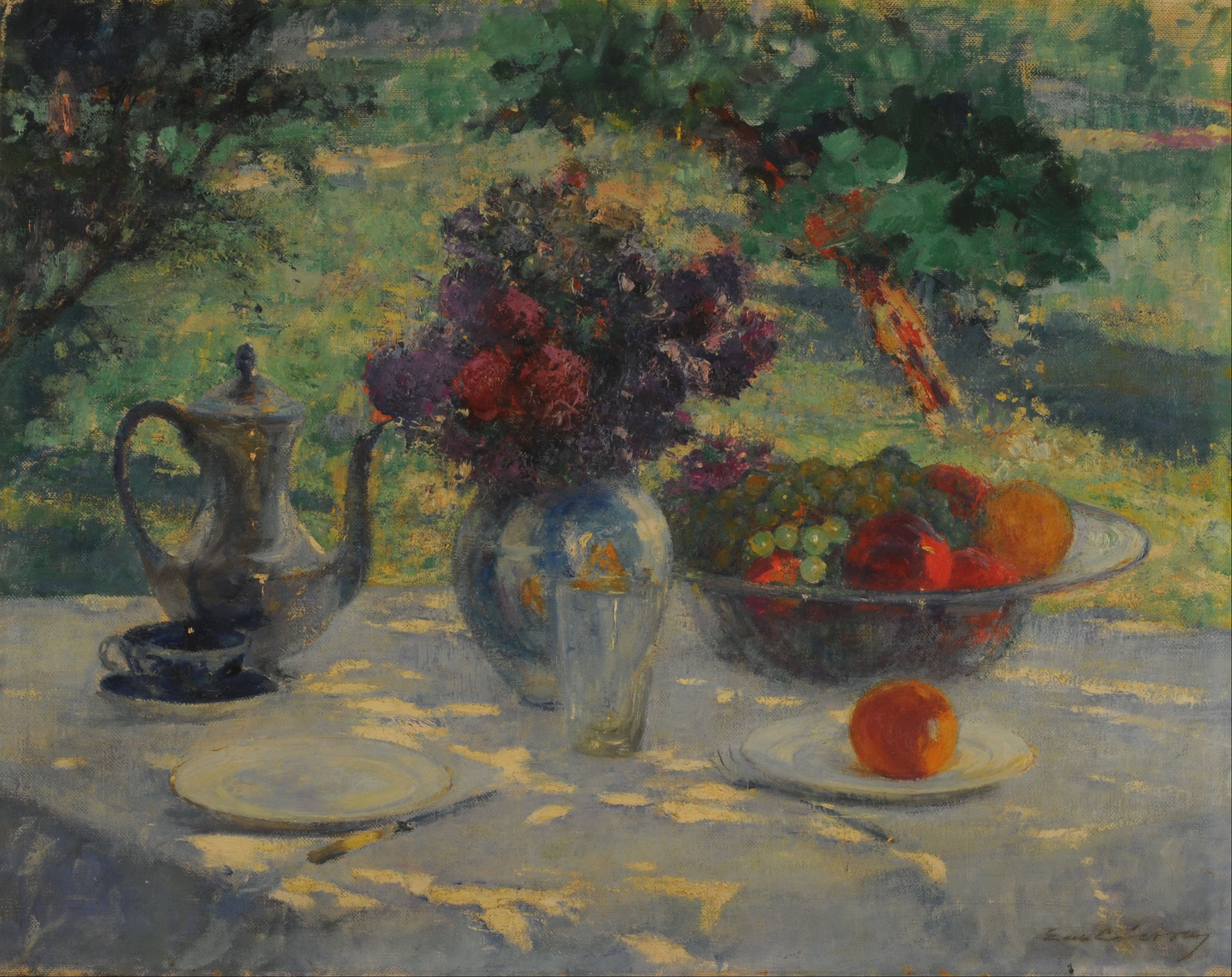
静物画(1926)

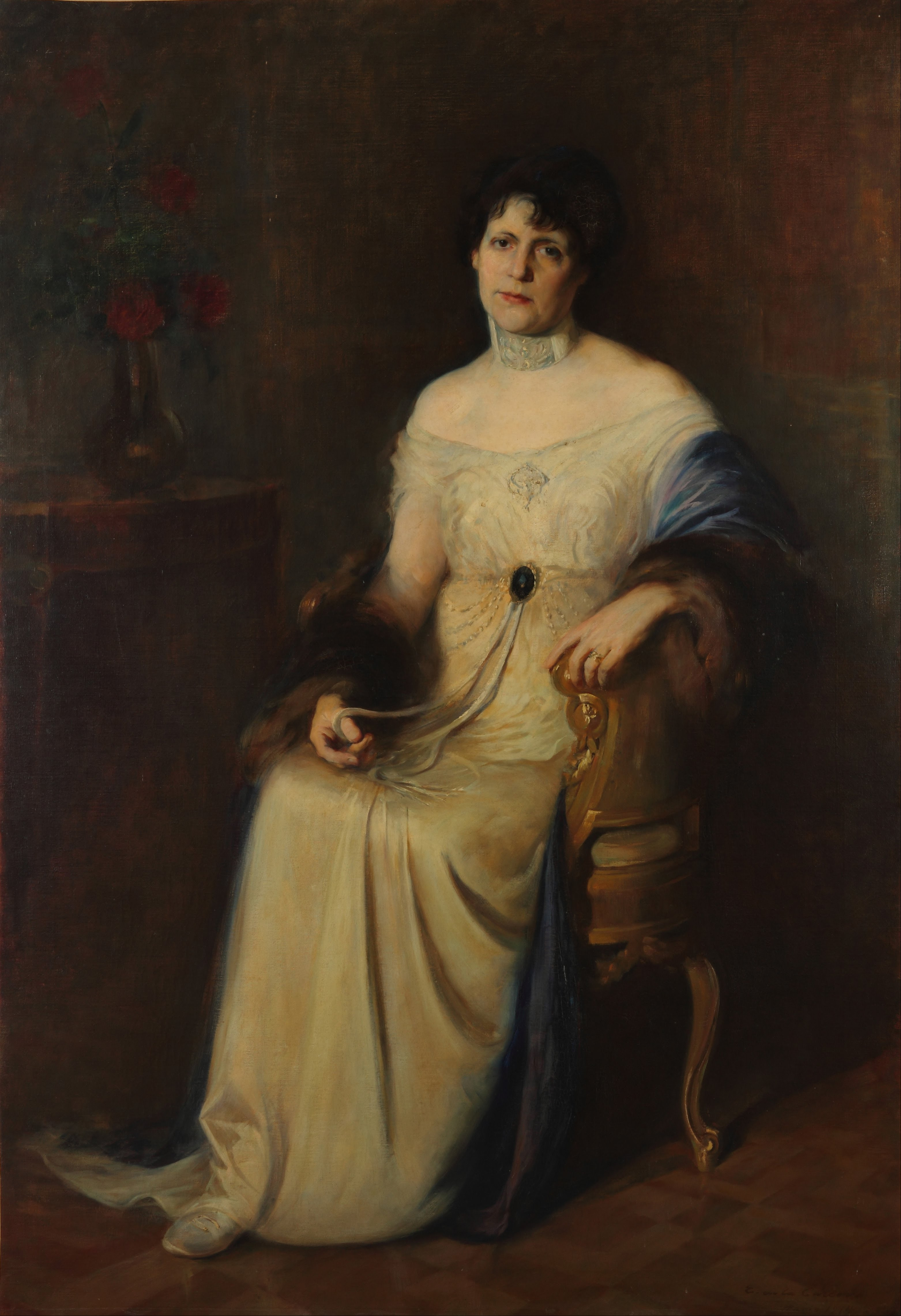
画家の妻の肖像(1914)
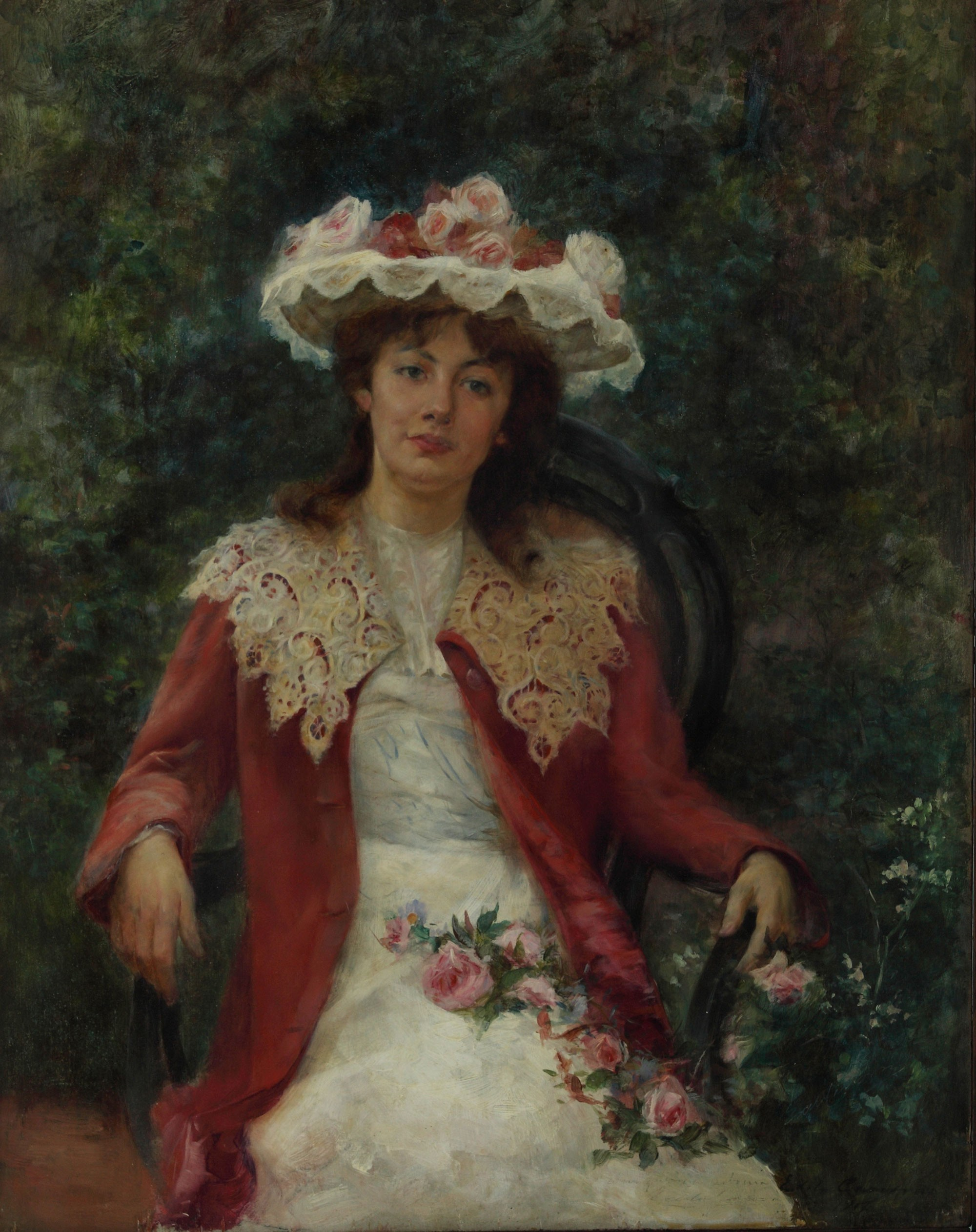
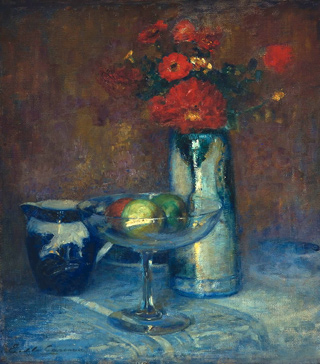
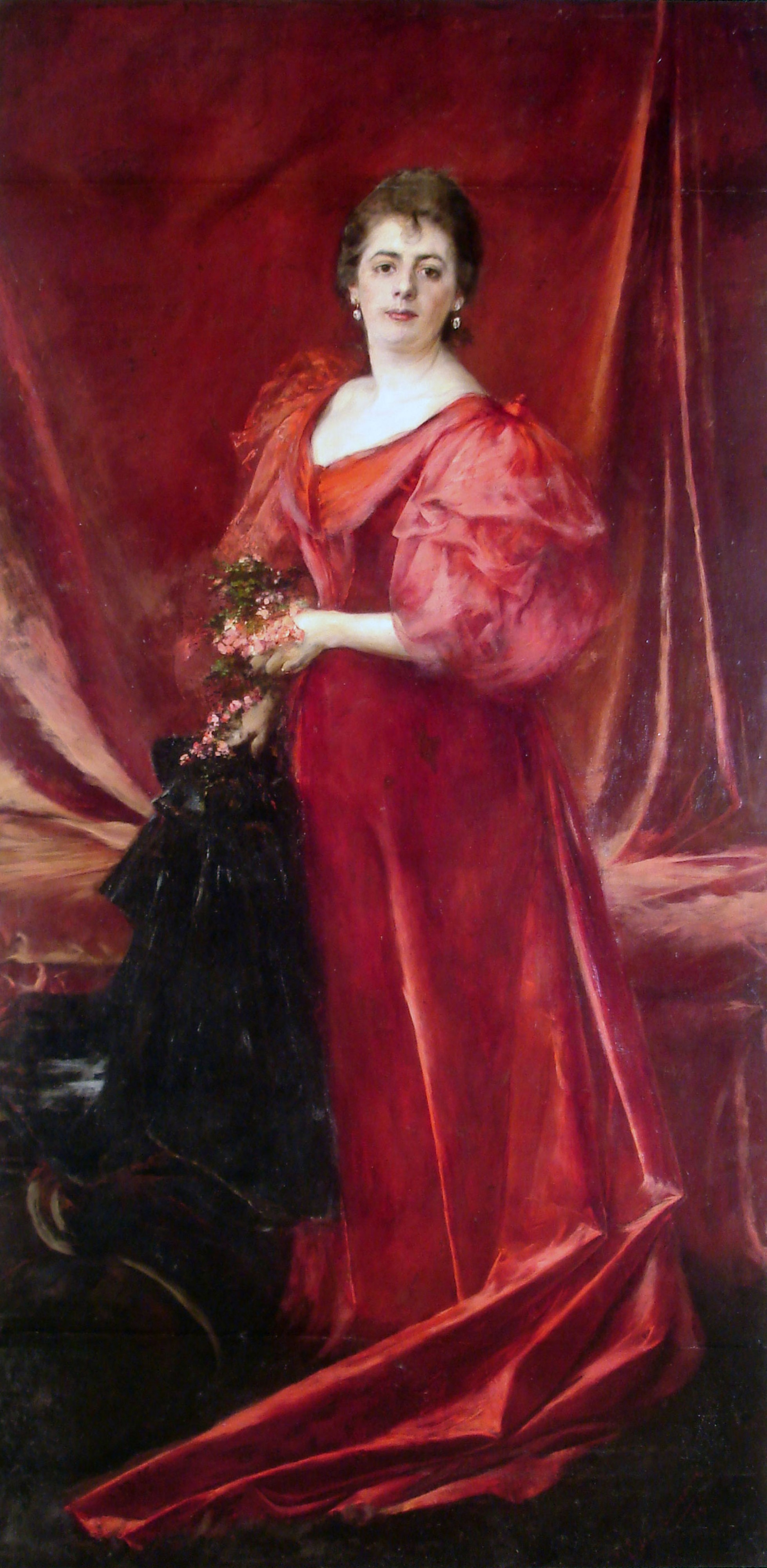

## 受賞歴
- 1904年：セントルイス万国博覧会の名誉賞、金メダル。
- 1910年：アルゼンチン独立100周年記念博覧会の金メダル。
- 1914年：ブエノスアイレスの展覧会の一等賞。
- 1916年：パリの美術展の外国人アーティストのための銀メダル。